# عباس أباد (دهسرد)
عباس أباد (بالفارسية: عباس‌آباد) هي منطقة سكنية تقع في إيران في قسم دهسرد الريفي.